# Фелпем
Фе́лпем или Фе́лфам (англ. Felpham /ˈfelpəm/) — деревня и община в округе Арун, Западный Суссекс, Англия. Иногда его считают частью городского района Большого Богнор Риджис, но тем не менее он представляет собой деревню и общину сам по себе, с площадью 4,26 км² и с населением 9611 человек, которое продолжает расти (перепись 2001 года). Население при переписи 2011 года составляло 9 746 человек.

## История

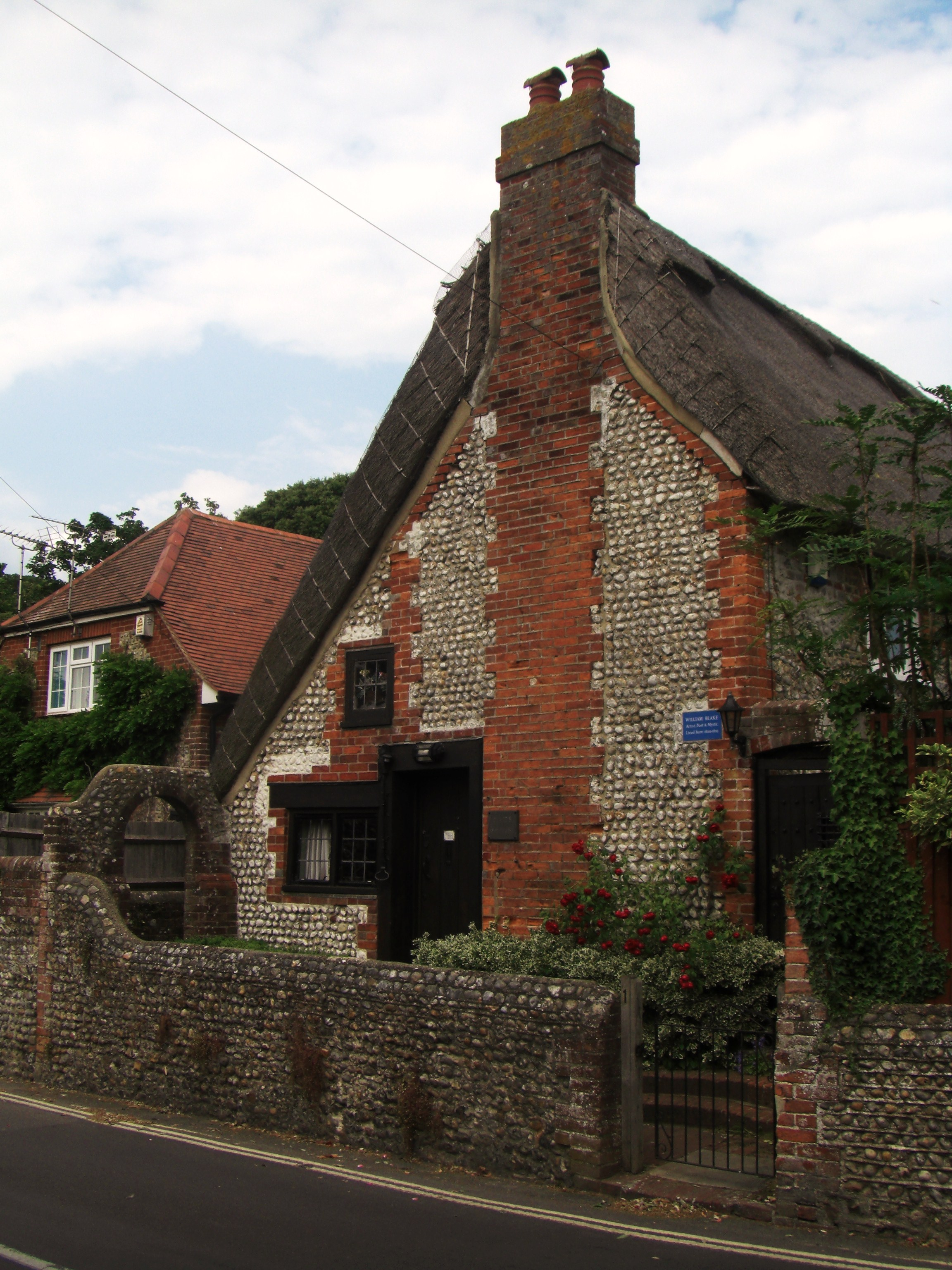
Коттедж Уильяма Блейка в Фелпеме, где он жил с 1800 по 1803 год.

Фелпем существовал задолго до Богнор Риджис и упомянут в Книге Страшного суда, своде переписи 11-го века.
Великий английский поэт и художник Уильям Блейк, приглашённый в деревню его другом литератором Уильямом Хейли, три года жил в Фелпеме (1800-1803), где начал писать поэму «Мильтон», включающую стихотворение, теперь широко известное как гимн «Новый Иерусалим», а также свою самую значительную поэму «Иерусалим, Эманация Гиганта Альбиона».